# ビッグショット (広告代理店)
株式会社ビッグショット（BIG SHOT INC.）はかつて存在した日本の広告代理店である。フジサンケイグループであり、ポニーキャニオン、ニッポン放送が出資。2006年4月、フジテレビジョン（現：フジ・メディア・ホールディングス）によるニッポン放送の子会社化に伴い、フジテレビジョンの連結子会社となった。
2007年10月1日、当社を存続会社として、同じくフジサンケイグループであるフジサンケイアドワーク、ティーコムコーポレーション、富士アドシステムと合併、クオラスに社名変更した。

## 会社概要・特徴
音楽・映像・アニメ・ゲーム等を中心にエンタテインメント産業の顧客が多いのが特徴。イベント制作から出発し、広告業を手がけるようになる。レコード会社とのつながりはかなり強固であり、エイベックスやユニバーサルミュージック、ビクターエンタテインメントなど、フジサンケイグループ内外関係なく深く関わっている。
手掛けた広告では、ポニーキャニオン・aikoのYahoo! JAPANのトップバナー広告が、Yahoo!JAPAN INTERNET CREATIVE AWARD 2006の奨励賞を獲得している。参照
最近では映画のジャパンプレミア、制作発表会などかなり大規模なイベントも手がける。直近の主な例は「SAYURI」「パイレーツ・オブ・カリビアン」などである。アニメでは親会社のフジテレビの深夜アニメなどの番組にも参画しているが、近年では独立UHF局アニメの企画にも参加する例が増えており、異系列のTBSテレビやテレビ東京の深夜アニメの制作にも参加している。
また、T-projectという名前の声優・タレントのマネージメントや様々なコンテンツ制作、キャスティングを行う部署を持っている。